# Mercedes-Benz O322
De Mercedes-Benz O322 is een voormalige lijn van midi-stadsbussen van het Duitse automobielconcern Daimler-Benz en werd in 1965 opgevolgd door de O302. De O322 was in productie van 1960 tot 1964 en was een belangrijke link tussen de O321H en de O302.

## Ontwerp
Het ontwerp verschilde veel met de andere bussen van zijn soort. Met zijn korte lengte en wielbasis maakte het de bus zeer wendbaar in het verkeer. Het feit dat de bus zelfdragend was, maakte deze uniek. Tot dan toe werkten namelijk verschillende bedrijven met de combinatie chassis-opbouw. Qua uiterlijk komt de bus veel overeen met de O317. Het model bracht met zijn introductie verschillende nieuwe technische innovaties met zich mee. Zo was de bus voorzien van luchtvering en doordat er een halterem werd ingebouwd, werd het werk voor de chauffeur makkelijker gemaakt. Toentertijd was de halterem een heuse wereldprimeur.

## Inzet
De O322 werd veelal ingezet in Duitse steden, maar kon het succes van de O321H en de O317 niet evenaren. In Duitsland reden 29 exemplaren bij de SSB. Deze nam de bussen in dienst voor de vervanging van tramlijn 3. Ook waren er drie exemplaren tot in de jaren 1970, in gebruik in de stad Passau en twaalf in de stad Freiburg. Bij de laatste waren de bussen echter te klein voor de drukte van de lijnen en daarom werden er zes exemplaren teruggestuurd naar de fabrikant om vervangen te worden door grotere modellen. Ook werden er een aantal exemplaren geëxporteerd naar onder andere België. In totaal werden er tien stuks in 1962 naar België geëxporteerd. Zowel de MIVB als de NMVB, namen ieder twee exemplaren. De MIVG nam er in totaal zes exemplaren, die in België ook het langst in dienst bleven, namelijk tot 1977.

### Inzetgebieden
| Land      | Bedrijf | Serie       | Aantal | Bouwjaar | Inzet     | Opmerking                             |
| --------- | ------- | ----------- | ------ | -------- | --------- | ------------------------------------- |
| België    | MIVB    | 8921 - 8922 | 2      | 1962     | Brussel   | Afgevoerd                             |
| België    | MIVG    | 382 - 387   | 6      | 1962     | Gent      | Afgevoerd                             |
| België    | NMVB    | 2419 - 2420 | 2      | 1962     | ??        | Afgevoerd                             |
| Duitsland | SSB     | ??          | 29     | ??       | Stüttgart | Gekomen ter vervanging van tramlijn 3 |

### Bewaard gebleven exemplaren
In de Duitstalige landen zijn in totaal vijf exemplaren bewaard gebleven. Daarvan zijn er nog maar twee rijvaardig. Een exemplaar rijdt rond bij de club Stuttgarter Historische Straßenbahnen. Dit exemplaar was tot 1979 in dienst bij de SSB en deed daarna zijn ronde als lesbus. Vervolgens kwam de bus terecht bij de voorganger van de huidige exploitant en na een grondige restauratie was de bus in 2001 weer rijvaardig.

## Verwante modellen
- De voorloper van de O322 was de O321H. Deze bus was de basis van de O317, maar bleef na de introductie van de O317 en O322 nog tot 1964 in productie.
- Een succesvollere model dan de O322 was de O317. Deze bus was de streekversie van de O322 en de O302.
- De opvolger van de O322 was de O302.